# Провулок Орликова
Провулок Орликова — вулиця в Одесі, в історичній частині міста, від вулиці Омеляновича-Павленка до Канатної вулиці.

## Історія
Названий на честь Олександра Михайловича Орликова (1919—1945) — радянського офіцера, учасника німецько-радянської війни, Героя Радянського Союзу, який навчався в школі № 57, розташованій на розі провулка з вулицею Ямчитського.

## Пам'ятки
- Квартал Павловських дешевих квартир.[2]